# Tysk kæmpescheke
Tysk kæmpescheke (også kendt som Stor Papillon) er en fransk kaninrace. Den kan blive omkring 8 kg tung. 
Farven er hvid med sorte aftegninger omkring øjne, ører og snude. 
Desuden har den enkelte sorte pletter og har en sort stribe over ryggen.